# Прапор Отаманівки
Прапор Отаманівки — офіційний символ разом з гербом міста Отаманівка Луганської області, затверджений рішенням Молодогвардійської міської ради  15 квітня 2004 року.

## Опис
Прямокутне полотнище з співвідношенням сторін 1:2 розділене на три рівновеликі горизонтальні смуги — жовту, блакитну, червону. На блакитній і жовтій смугах поміщений по горизонталі чорний трикутник з вершиною в центрі цих двох смуг. На чорному фоні трикутника — сонце жовтого кольору.

## Символіка кольорів
Дві верхні смуги дублюють кольори прапора України та символізують державну приналежність міста. Нижня смуга червоного кольору означає працьовитість місцевих жителів, їх відданість традиціям, а також, вона показує, що місто назване на честь героїв Молодої гвардії. Чорний колір трикутника означає, що вугільна промисловість — основна галузь господарства міста. Сонце символізує світло і тепло вугілля, а також і географічне місцезнаходження Отаманівки — схід України, де місто одне із перших зустрічає схід сонця.

## Використання прапора міста
Прапор міста підіймається поруч із державним прапором України на державних і приватних закладах і установах під час державних і місцевих свят. Прапор міста встановлюється праворуч або нижче від державного прапора.